# Toninho Cecílio
Antônio Jorge Cecílio Sobrinho (* 27. Mai 1967 in Avaré), auch bekannt als Toninho Cecílio, ist ein ehemaliger brasilianischer Fußballtrainer und -spieler.

## Karriere
Toninho Cecílio begann seine Profilaufbahn 1986 beim brasilianischen Erstligisten SE Palmeiras in São Paulo. Danach spielte er bei Botafogo FR und Cruzeiro EC. 1994 wechselte er zum japanischen Zweitligisten Cerezo Osaka. 1994 erreichte er das Finale des Kaiserpokal. 1994 feierte er mit dem Verein die Meisterschaft und den Aufstieg in die erste Liga. 1996 kehrte er nach Brasilien zurück. Hier spielte er bis 2001 für Coritiba FC, São José EC, União São João EC, AA Portuguesa (SP), Paulista FC und EC Santo André.
Im Anschluss wurde Toninho Cecílio eine Laufbahn als Trainer und technischer Koordinator.

## Erfolge

### Als Spieler
Palmeiras
- Copa Euro-América: 1991

Cerezo Osaka
- Japan Football League: 1994

### Als Trainer
Fortaleza
- Staatsmeisterschaft von Ceará: 2005

Santo André
- Staatsmeisterschaft von São Paulo Série A2: 2016

### Als Technischer Direktor
Palmeiras
- Staatsmeisterschaft von São Paulo: 2008